# Borowo-Młyn
Borowo-Młyn – wieś (sołectwo Borowo-Młyn) w Polsce położona w dolinie rzeki Głównej w województwie wielkopolskim, w powiecie poznańskim, w gminie Pobiedziska. W miejscowości niegdyś istniał młyn wodny, rozebrany pod koniec lat 40. XX wieku.
Wieś leży pośród lasów oraz od 1984 r. nad zalewem Kowalskim (powierzchnia 203 ha), pomiędzy Parkiem Krajobrazowym Promno a Parkiem Krajobrazowym Puszcza Zielonka.
Obszar o urozmaiconej, polodowcowej rzeźbie środkowopoznańskiej moreny czołowej oraz moreny dennej.
W latach 1975–1998 miejscowość administracyjnie należała do województwa poznańskiego.
Wskazówka – występuje również wariant nazewniczy Borowo